# Kaleo (rockband)
Kaleo is de naam van een IJslandse rockband. De band is in 2012 opgericht in de plaats Mosfellsbær. De muziek die ze maken is geïnspireerd door folkmuziek en bluesrock.
De band schreef de titelsong voor de HBO-serie Vinyl genaamd No Good. Ze hebben wereldwijd meer dan een miljoen albums verkocht. Julius Son, ook wel bekend als JJ, is de leadzanger en frontman van KALEO. 
Het eerste album van Kaleo, getiteld Kaleo, werd in 2013 uitgebracht via het IJslandse label Sena en was voornamelijk bedoeld voor de IJslandse markt. Hoewel het album in IJsland succesvol was—het behaalde goudstatus en vijf nummers bereikten de nummer één positie—bleef het grotendeels onbekend buiten IJsland en is het tegenwoordig moeilijk te vinden op internationale streamingplatforms of in fysieke vorm. Een mogelijke reden voor het beperkte internationale beschikbaarheid van dit album is de overgang van de band naar het Amerikaanse label Elektra/Atlantic in 2015. Na deze overstap richtte Kaleo zich op een breder, internationaal publiek, wat resulteerde in de release van hun tweede album A/B in 2016. Dit album bevatte enkele heropgenomen nummers van het debuutalbum, zoals "Glass House", "Broken Bones" en "Automobile", evenals de originele versie van "Vor í Vaglaskógi" .
Het voorlaatste album "Surface Sounds" zou uitgebracht worden op 5 juni 2020, dit werd later echter uitgesteld naar 23 april 2021 vanwege de coronacrisis.

## Biografie

### Bezetting
De band bestaat uit vier leden, JJ Julius Son, Rubin Pollock, Daniel Kristjansson en David Antonsson.

## Discografie

### Albums
- Kaleo (2013)
- A/B (2016)
- Surface Sounds (2021)
- Mixed Emotions (2025)

### NPO Radio 2 Top 2000
| Nummer met noteringen in de NPO Radio 2 Top 2000 | '17  | '18  | '19  | '20  | '21  | '22  | '23  | '24  |
| ------------------------------------------------ | ---- | ---- | ---- | ---- | ---- | ---- | ---- | ---- |
| Way Down We Go                                   | 1877 | 1725 | 1811 | 1584 | 1185 | 1077 | 1088 | 1149 |

1. ↑  Een vetgedrukt getal geeft de hoogste notering aan.
2. ↑  2017 was het eerste jaar met een notering voor dit nummer.